# Astragalus vogelii
Astragalus vogelii är en ärtväxtart som först beskrevs av Philip Barker Webb, och fick sitt nu gällande namn av Joseph Friedrich Nicolaus Bornmüller. Astragalus vogelii ingår i släktet vedlar, och familjen ärtväxter.

## Underarter
Arten delas in i följande underarter:
- A. v. fatimensis
- A. v. vogelii